# Třída Challenger (1902)
Třída Challenger byla třída chráněných křižníků druhé třídy britského královského námořnictva. Byly to poslední křižníky jejichž konstrukce vycházela z třídy Apollo. Oproti předcházející třídě Highflyer měly výkonnější pohonný systém. Celkem byly postaveny dvě jednotky této třídy. V prvoliniové službě byly v letech 1904–1919. Encounter od roku 1912 provozovalo australské královské námořnictvo. Účastnily se první světové války.

## Stavba
Celkem byly v letech 1900–1905 postaveny dvě jednotky této třídy. První postavila loděnice Chatham Dockyard a druhý loděnice Devonport Dockyard.
Jednotky třídy Challenger:
| Jméno          | Loděnice     | Založení kýlu | Spuštěna | Vstup do služby    | Poznámka |
| -------------- | ------------ | ------------- | -------- | ------------------ | --- |
| HMS Challenger | Chatham DY   | 1900          | 1902     | 3. května 1904     | Vyřazen 1919, sešrotován.                                                                                          |
| HMS Encounter  | Devonport DY | 1901          | 1902     | 21. listopadu 1905 | Vyřazen 1919. Od prosince 1919 sloužil jako pomocná loď v Sydney a od roku 1923 jako mateřská loď ponorek Penguin. |

## Konstrukce

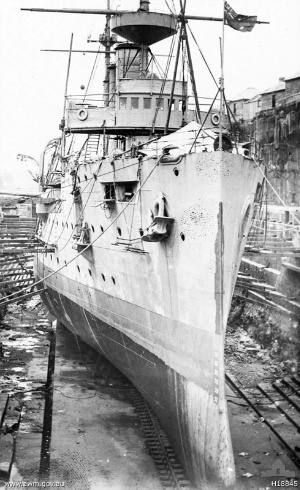
HMAS Encounter

Po dokončení plavidla nesla jedenáct 152mm kanónů, které doplňovalo devět 76mm kanónů, šest 47mm kanónů a dva 450mm torpédomety. Pohonný systém tvořilo 18 kotlů a dva parní stroje o výkonu 12 500 hp, pohánějící dva lodní šrouby. Nejvyšší rychlost dosahovala 21 uzlů. Dosah byl 9000 námořních mil při rychlosti 10 uzlů.

## Služba
Oba křižníky zpočátku operovaly z Austrálie. Zatímco Encounter byl v roce 1912 předán australskému královskému námořnictvu, křižník Challenger byl převeden do rezervy. Za první světové války byl Encounter reaktivován. Nejprve operoval v Atlantiku. V roce 1914 se podílel na blokádě německého lehkého křižníku SMS Konigsberg v deltě africké řeky Rufiji. Následně až do konce války sloužil v západní Africe. Vyřazen byl roku 1919.
HMAS Encounter do služby vstoupil 1. července 1912 jako vůbec první australský křižník. První dva roky sloužil především k výcviku. Za světové války operoval v Pacifiku. Dne 12. srpna 1914 zajal německý parník Zambezi. Dne 24. dubna 1915 zajal německý škuner Elfrede. Od ledna do září 1920 křižník opět sloužil jako cvičná loď. Od roku 1923 sloužil jako mateřská loď ponorek a plovoucí kasárna Penguin. Definitivně byl vyřazen 15. srpna 1929. V roce 1932 byl potopen poblíž Sydney.